# Френкель, Рудольф
Рудольф Фре́нкель (нем. Rudolf Fränkel, 1901, Ныса, Польша — 1974, Оксфорд, Огайо, США) — немецкий и американский архитектор и педагог.

## Биография
Рудольф Френкель родился в Польше, в еврейской семье. Основал успешную архитектурную практику в Берлине. В 1933 году бежал от нацистов в Бухарест, где начал новую карьеру. В 1937 году он перебрался в Лондон, где сумел продолжить практику. Со временем он переехал в США, где получил должность профессора архитектуры университета Майами в Оксфорде, Огайо.